# Sewen
 (octobre 2020).
Si vous disposez d'ouvrages ou d'articles de référence ou si vous connaissez des sites web de qualité traitant du thème abordé ici, merci de compléter l'article en donnant les références utiles à sa vérifiabilité et en les liant à la section « Notes et références ».
Sewen [sevən]  est une commune française située dans la circonscription administrative du Haut-Rhin et, depuis le 1er janvier 2021, dans le territoire de la Collectivité européenne d'Alsace, en région Grand Est.
Cette commune se trouve dans la région historique et culturelle d'Alsace.
C'est un village situé au pied du ballon d'Alsace dans le massif des Vosges. La Doller y prend sa source à la « Fennematt ». Ses habitants sont appelés les Sewenois et les Sewenoises .

## Géographie
La commune se situe au pied du Wissgrut.
C'est une des 188 communes du parc naturel régional des Ballons des Vosges.
Sur une carte, Sewen se trouve vers le sud-ouest du Haut-Rhin, dans le fond de la Vallée de la Doller.
L'altitude de la commune va de 483 m pour la partie la plus basse de la commune, à 1 243 m pour sa partie la plus haute, le Ballon d'Alsace. Principalement, Sewen se trouve aux alentours de 500 m.
En remontant très loin dans le temps, avant que la vallée soit occupée, se trouvait au niveau de la commune un glacier qui partait de Sewen et descendant jusqu'à Kirchberg. Le Lac de Sewen en est un reste du glacier.

### Communes limitrophes
| Saint-Maurice-sur-Moselle |               | Oberbruck |
|                           | Sewen         | Dolleren  |
| Lepuix-Gy                 | Riervescemont |           |

### Villes les plus proches
(Mesure prise à partir du centre du village)
- Masevaux - 10 km
- Thann - 25 km
- Giromagny (Territoire de Belfort) - 25 km
- Le Thillot (Vosges) - 28 km
- Cernay - 32 km
- Belfort (Territoire de Belfort) - 33 km
- Mulhouse - 40 km

### Réseau routier
La commune, ainsi que la vallée de la Doller, est connectée à la fois à la Plaine d'Alsace et aux environs de Mulhouse, et au Ballon d'Alsace grâce à la Route départementale 466. Autrefois Route Nationale, cette dernière a été déclassée le 1ᵉʳ janvier 2006 au rang de Route Départementale à la suite du don de la route au département.

### Chemin de fer
Entre le XIXe et le XXe siècle, une ligne de chemin de fer fut construite pour desservir la Vallée de la Doller. Mais aujourd'hui, la ligne ne fait plus partie du réseau ferré national. La ligne reliant Sewen à Sentheim fut transformée en piste cyclable. Le reste (de Sentheim à Cernay) sert à présent d'une attraction touristique. La gare de Sewen a été reconvertie en salle polyvalente,.
(Réf : Ligne de Cernay à Sewen)

### Hydrographie

#### Réseau hydrographique
La commune est traversée par la ligne de partage des eaux entre les bassins versants du Rhin et de la Saône au sein respectivement du bassin Rhin-Meuse et du bassin Rhône-Méditerranée-Corse. Elle est drainée par la Doller, le ruisseau de l'Alfeld, le ruisseau Isenbach, le ruisseau Wagensthal et le ruisseau Wasserfeld,,.
La Doller, d'une longueur de 46 km, prend sa source dans la commune de Dolleren et se jette  dans l'Ill à Mulhouse, après avoir traversé 17 communes. Les caractéristiques hydrologiques de la Doller sont données par la station hydrologique située sur la commune. Le débit moyen mensuel est de 0,426 m3/s. Le débit moyen journalier maximum est de 14,3 m3/s, atteint lors de la crue du 9 avril 1983. Le débit instantané maximal est quant à lui de 20,5 m3/s, atteint le même jour.

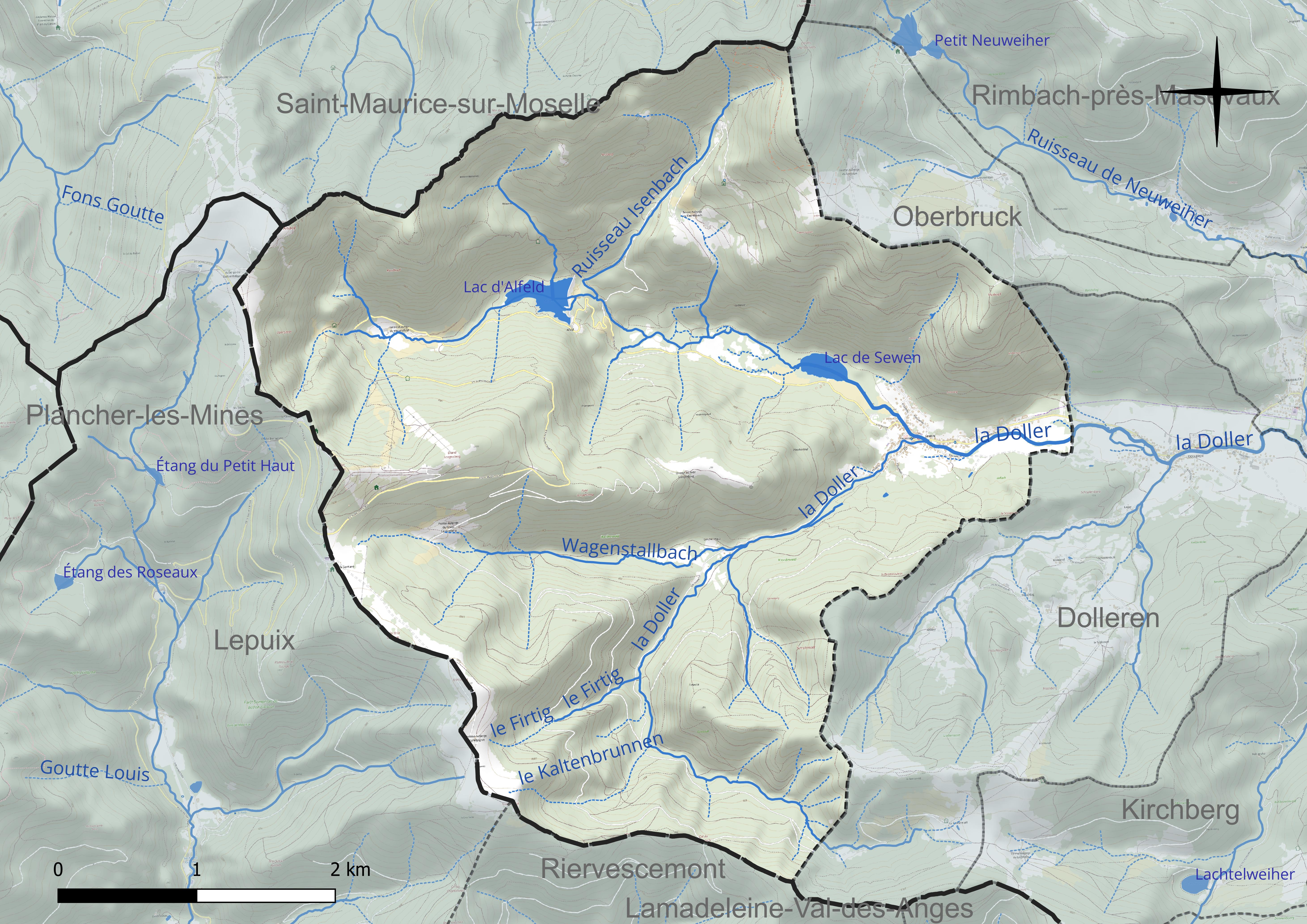
Réseau hydrographique de Sewen.

Deux plans d'eau complètent le réseau hydrographique : le lac d'Alfeld (7,8 ha) et le lac de Sewen (4,8 ha),.

#### Gestion et qualité des eaux
Le territoire communal est couvert par le schéma d'aménagement et de gestion des eaux (SAGE) « Doller ». Ce document de planification concerne le bassin versant de la Doller dont le territoire s’étend sur 280 km2. Il a été approuvé le 15 janvier 2020. La structure porteuse de l'élaboration et de la mise en œuvre est le syndicat mixte « Rivières de Haute-Alsace ». 
La qualité des cours d’eau peut être consultée sur un site dédié géré par les agences de l’eau et l’Agence française pour la biodiversité. 

### Climat
Pour des articles plus généraux, voir Climat du Grand Est et Climat du Haut-Rhin.
En 2010, le climat de la commune est de type climat de montagne, selon une étude du Centre national de la recherche scientifique s'appuyant sur une série de données couvrant la période 1971-2000. En 2020, Météo-France publie une typologie des climats de la France métropolitaine dans laquelle la commune est exposée à un climat semi-continental et est dans la région climatique  Vosges, caractérisée par une pluviométrie très élevée (1 500 à 2 000 mm/an) en toutes saisons et un hiver rude (moins de 1 °C). 
Pour la période 1971-2000, la température annuelle moyenne est de 9,1 °C, avec une amplitude thermique annuelle de 16,9 °C. Le cumul annuel moyen de précipitations est de 1 893 mm, avec 14,2 jours de précipitations en janvier et 11,1 jours en juillet. Pour la période 1991-2020, la température moyenne annuelle observée sur la station météorologique installée sur la commune est de 10,0 °C et le cumul annuel moyen de précipitations est de 2 282,3 mm. 
La température maximale relevée sur cette station est de 37,2 °C, atteinte le 24 juillet 2019 ; la température minimale est de −21 °C, atteinte le 12 janvier 1987,,. 
| Mois                                  | jan.           | fév.            | mars             | avril           | mai             | juin           | jui.           | août          | sep.          | oct.          | nov.           | déc.             | année     |
| ------------------------------------- | -------------- | --------------- | ---------------- | --------------- | --------------- | -------------- | -------------- | ------------- | ------------- | ------------- | -------------- | ---------------- | --------- |
| Température minimale moyenne (°C)     | −1,1           | −1,1            | 1,9              | 5,1             | 8,8             | 12,3           | 14,1           | 14,2          | 10,7          | 7             | 2,7            | 0                | 6,2       |
| Température moyenne (°C)              | 1,3            | 2               | 5,8              | 9,5             | 13,5            | 17,2           | 18,9           | 19,2          | 14,8          | 10,4          | 5,3            | 2,3              | 10        |
| Température maximale moyenne (°C)     | 3,8            | 5               | 9,7              | 14              | 18,2            | 22,1           | 23,8           | 24,1          | 19            | 13,7          | 7,9            | 4,7              | 13,8      |
| Record de froid (°C) date du record   | −21 12.01.1987 | −17 07.02.1991  | −16,4 04.03.1965 | −6,5 13.04.1986 | −2,5 05.05.1979 | 1,8 01.06.1962 | 4,5 11.07.1990 | 3 29.08.1963  | 2 28.09.1990  | −4,1 29.10.12 | −12 26.11.1989 | −20,2 27.12.1962 | −21 1987  |
| Record de chaleur (°C) date du record | 17,1 30.01.02  | 18,6 28.02.1960 | 24 31.03.21      | 27,4 21.04.18   | 31,1 27.05.05   | 36,1 26.06.19  | 37,2 24.07.19  | 36,9 07.08.15 | 32 03.09.1962 | 26,7 02.10.23 | 20,1 08.11.15  | 17,5 16.12.1989  | 37,2 2019 |
| Précipitations (mm)                   | 284,6          | 218,1           | 214,7            | 129,1           | 160,6           | 121            | 132,1          | 135           | 139,5         | 203,2         | 220,2          | 324,2            | 2 282,3   |

| Diagramme climatique                                  |            |             |            |              |             |               |             |             |            |             |           |
| J                                                     | F          | M           | A          | M            | J           | J             | A           | S           | O          | N           | D         |
| 3,8−1,1284,6                                          | 5−1,1218,1 | 9,71,9214,7 | 145,1129,1 | 18,28,8160,6 | 22,112,3121 | 23,814,1132,1 | 24,114,2135 | 1910,7139,5 | 13,77203,2 | 7,92,7220,2 | 4,70324,2 |
| Moyennes : • Temp. maxi et mini °C • Précipitation mm |            |             |            |              |             |               |             |             |            |             |           |

Les paramètres climatiques de la commune ont été estimés pour le milieu du siècle (2041-2070) selon différents scénarios d'émission de gaz à effet de serre à partir des nouvelles projections climatiques de référence DRIAS-2020. Ils sont consultables sur un site dédié publié par Météo-France en novembre 2022.

## Urbanisme

### Typologie
Au 1er janvier 2024, Sewen est catégorisée commune rurale à habitat dispersé, selon la nouvelle grille communale de densité à sept niveaux définie par l'Insee en 2022.
Elle est située hors unité urbaine et hors attraction des villes,.

### Occupation des sols
L'occupation des sols de la commune, telle qu'elle ressort de la base de données européenne d’occupation biophysique des sols Corine Land Cover (CLC), est marquée par l'importance des forêts et milieux semi-naturels (97,3 % en 2018), une proportion identique à celle de 1990 (97,3 %). La répartition détaillée en 2018 est la suivante : 
forêts (91,1 %), milieux à végétation arbustive et/ou herbacée (6,3 %), zones urbanisées (1,6 %), zones agricoles hétérogènes (1 %). L'évolution de l’occupation des sols de la commune et de ses infrastructures peut être observée sur les différentes représentations cartographiques du territoire : la carte de Cassini (XVIIIe siècle), la carte d'état-major (1820-1866) et les cartes ou photos aériennes de l'IGN pour la période actuelle (1950 à aujourd'hui).

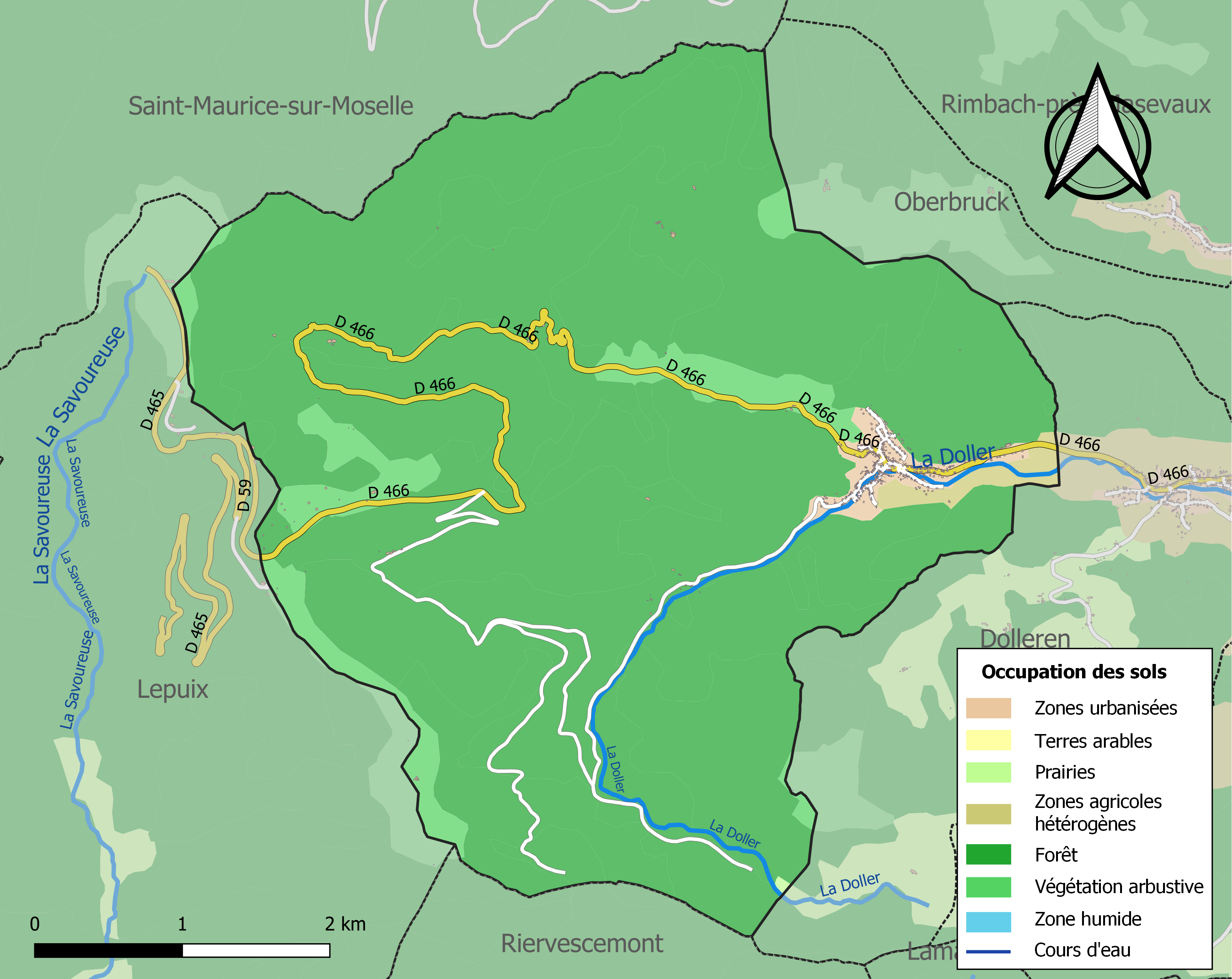
Carte des infrastructures et de l'occupation des sols de la commune en 2018 (CLC).

## Histoire
D'après la légende l'origine de Sewen remonterait au Ve siècle. Ce serait des chrétiens pourchassés par des Huns qui auraient fondé Sewen. Au début du Moyen Âge, Sewen était la seule paroisse, à laquelle sont rattachés tous les autres hameaux et villages (dans lesquels se trouvent les actuels villages de la haute vallée de la Doller). C'est en 1302 que l'on cite le village pour la première fois sous l'appellation actuelle. Le village a ensuite appartenu à la seigneurie de Masevaux jusqu'à la Révolution.
De 1871 jusqu'à la fin de la Première Guerre mondiale, Sewen a appartenu à l'Empire allemand dans le cadre de l'empire d'Alsace-Lorraine et a été affecté au district de Thann dans le district de Haute-Alsace. La plupart des habitants de la vallée ont été des citoyens allemands, dont la plupart ne parlaient pas le français.
Lors de la Première Guerre mondiale, Sewen et la vallée de la Doller ont été au cœur du conflit entre la France et l'Allemagne. Depuis 1871, la vallée de Masevaux était sous l'Empire allemand, et les frontières ont été délimités au niveau des cols et des montagnes qui se situent tout autour de la vallée.
Aujourd'hui, la frontière de l'époque sert aujourd'hui de frontière entre les départements du Territoire de Belfort (dans la partie Sud de la vallée), et les Vosges (dans la partie Nord - Nord-Ouest de la vallée). On retrouve l'ancien tracé de la frontière franco-allemande en passant par des sentiers. On les reconnaît avec des tas de pierres formant une ligne, avec parfois des anciennes bornes en pierre avec noté sur 2 des côtés des bornes "F" pour la partie française (Lorraine et Territoire de Belfort), et "D" pour la partie allemande (Alsace-Moselle).
A la fin de la seconde guerre mondiale, le 30 novembre 1944, la vallée de la Doller fut libérée des Allemands par les Français.

### Héraldique
| Blason de Sewen | Les armes de Sewen se blasonnent ainsi : « Écartelé, au 1er d'azur à la couronne d'or garnie de pierres de gueules, au 2d d'or au sapin de sinople sur un mont de même, au 3e d'or à la fourmi de sable posée en pal, au 4e d'azur aux trois fasces ondées d'argent. » |

Ses armoiries créées en 1980, la couronne rappelle le célèbre pèlerinage de Notre-Dame des affligés, dont les origines se situeraient au XIIe siècle. Le sapin sur le mont représente le vaste domaine forestier de la commune, et illustre l'activité de ces derniers. La fourmi, le sobriquet des habitants de Sewen, les fasces ondées d'argent représentent les eaux du lac de Sewen.

## Toponymie
- Seewe en alsacien;
- Siewe en alémanique.
Le nom Sewen signifie lac dans l'allemand du Moyen-Age. C'est donc le lac se trouvant non loin du village qui a donné son nom à la commune.

## Tourisme

### Tourisme de montagne
Grâce à sa proximité avec le Ballon d'Alsace, en été, comme en hiver, les touristes affluent dans la montagne pour les activités de plein air. L'été, le Ballon est prisé par son parc aventure AcroPark. Les sentiers de randonnées sont très présents dans le secteur et très empruntés, les sentiers GR5 et GR531 se trouvant aux alentours. En revanche, en hiver, les touristes viennent le plus fréquemment pour le ski, grâce au secteur du Langenberg.

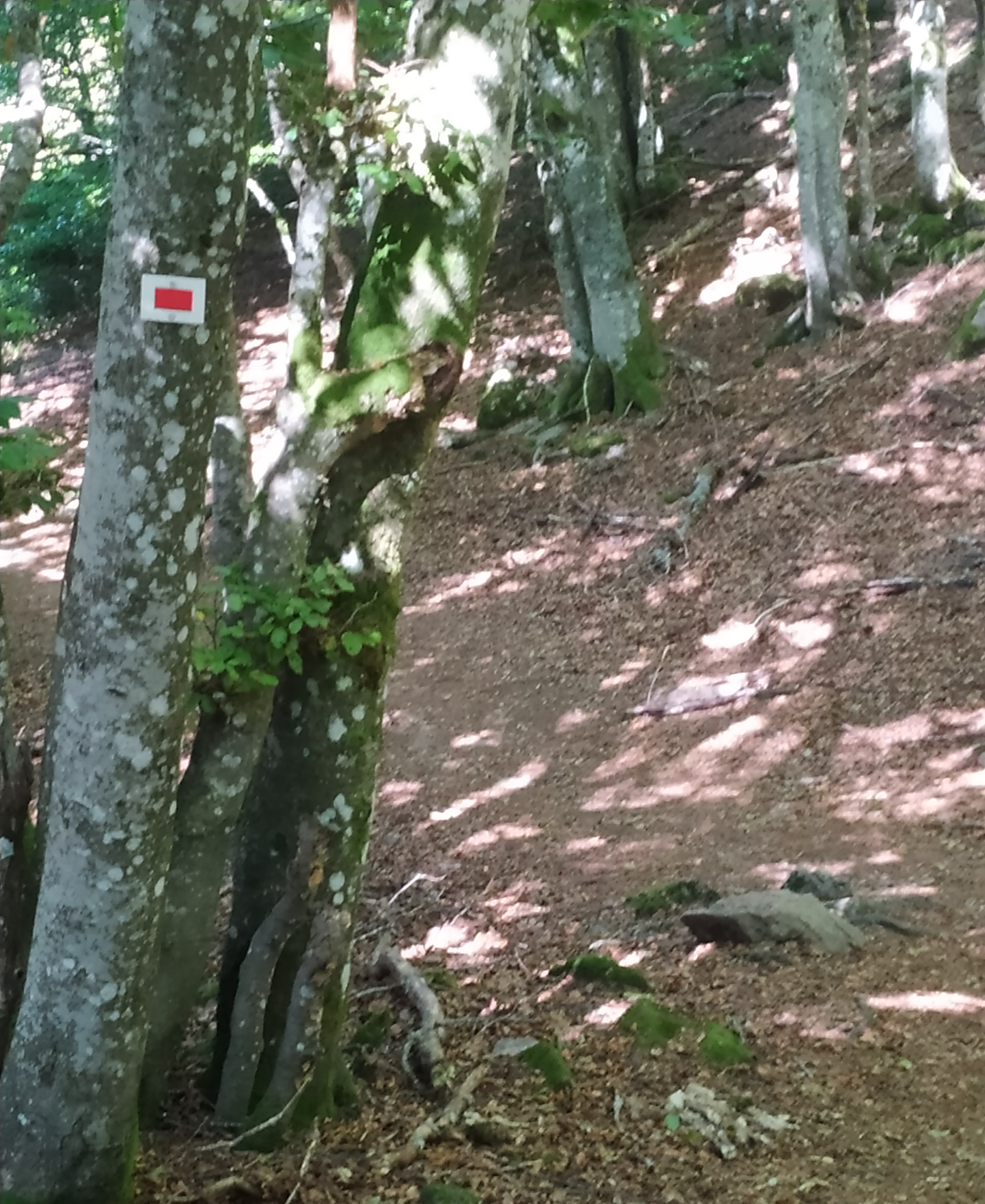
Sentier du GR5 en direction du Ballon d'Alsace (versant alsacien) balisée

### Tourisme vert
Sewen est aussi prisé par le tourisme vert. En effet, la commune, possédant une très grande superficie, possède des kilomètres de sentiers pédestres, toutes pratiquées en grande majorité l'été. De nombreux fermes-auberges se trouve dans la commune (comme la ferme-auberge du Baerenbach, la ferme-auberge de l'Hinteralfeld...). Le Lac d'Alfeld est aussi un lieu touristique, car, doté également d'une plage, on peut s'y baigner.

## Politique et administration

### Budget de la commune en 2020
En 2020, le budget de la commune était constitué ainsi :
- total des produits de fonctionnement : 416 700 €, soit 819 € par habitant ;
- total des charges de fonctionnement : 386 170 €, soit 759 € par habitant ;
- total des ressources d'investissement : 163 360 €, soit 321 € par habitant ;
- total des emplois d'investissement : 227 440 €, soit 447 € par habitant ;
- endettement : 660 540 €, soit 1 298 € par habitant.

## Résultats des dernières élections présidentielles (2etour)
2002 : Inscrits : 459 - Abst. : 17,43 % - Jacques Chirac : 275 voix (77,90 %) - Jean-Marie Le Pen : 78 voix (22,10 %)
2007 : Inscrits : 479 - Abst. : 14,61 % - Nicolas Sarkozy : 271 voix (69,49 %) - Ségolène Royal : 119 voix (30,51 %)
2012 : Inscrits : 484 - Abst. : 17,36 % - Nicolas Sarkozy : 266 voix (72,28 %) - François Hollande : 102 voix (27,72 %)
2017 : Inscrits : 489 - Abst. : 20,73 % - Marine Le Pen : 169 voix (56,71 %) - Emmanuel Macron : 129 voix (43,29 %)
2022 : Inscrits : 416 - Abst. : 21,88 % - Marine Le Pen : 185 voix (60,06 %) - Emmanuel Macron : 123 voix (39,94 %)
(Source : Ministère de l'Intérieur).

## Démographie
L'évolution du nombre d'habitants est connue à travers les recensements de la population effectués dans la commune depuis 1793. Pour les communes de moins de 10 000 habitants, une enquête de recensement portant sur toute la population est réalisée tous les cinq ans, les populations de référence des années intermédiaires étant quant à elles estimées par interpolation ou extrapolation. Pour la commune, le premier recensement exhaustif entrant dans le cadre du nouveau dispositif a été réalisé en 2005.

En 2022, la commune comptait 488 habitants, en évolution de −2,98 % par rapport à 2016 (Haut-Rhin : +0,66 %, France hors Mayotte : +2,11 %).
| 1793 | 1800 | 1806 | 1821 | 1831 | 1836 | 1841 | 1846 | 1851 |
| ---- | ---- | ---- | ---- | ---- | ---- | ---- | ---- | ---- |
| 542  | 539  | 569  | 693  | 845  | 825  | 886  | 981  | 969  |

| 1856 | 1861 | 1866 | 1871 | 1875 | 1880 | 1885 | 1890 | 1895 |
| ---- | ---- | ---- | ---- | ---- | ---- | ---- | ---- | ---- |
| 935  | 974  | 877  | 815  | 786  | 781  | 880  | 771  | 752  |

| 1900 | 1905 | 1910 | 1921 | 1926 | 1931 | 1936 | 1946 | 1954 |
| ---- | ---- | ---- | ---- | ---- | ---- | ---- | ---- | ---- |
| 748  | 732  | 761  | 684  | 703  | 681  | 661  | 663  | 617  |

| 1962 | 1968 | 1975 | 1982 | 1990 | 1999 | 2005 | 2006 | 2010 |
| ---- | ---- | ---- | ---- | ---- | ---- | ---- | ---- | ---- |
| 622  | 604  | 552  | 516  | 539  | 530  | 531  | 531  | 533  |

| 2015 | 2020 | 2022 | - | - | - | - | - | - |
| ---- | ---- | ---- | - | - | - | - | - | - |
| 506  | 498  | 488  | - | - | - | - | - | - |

- population provisoire pour 2005 : 531

## Lieux et monuments
- Deux lacs : 

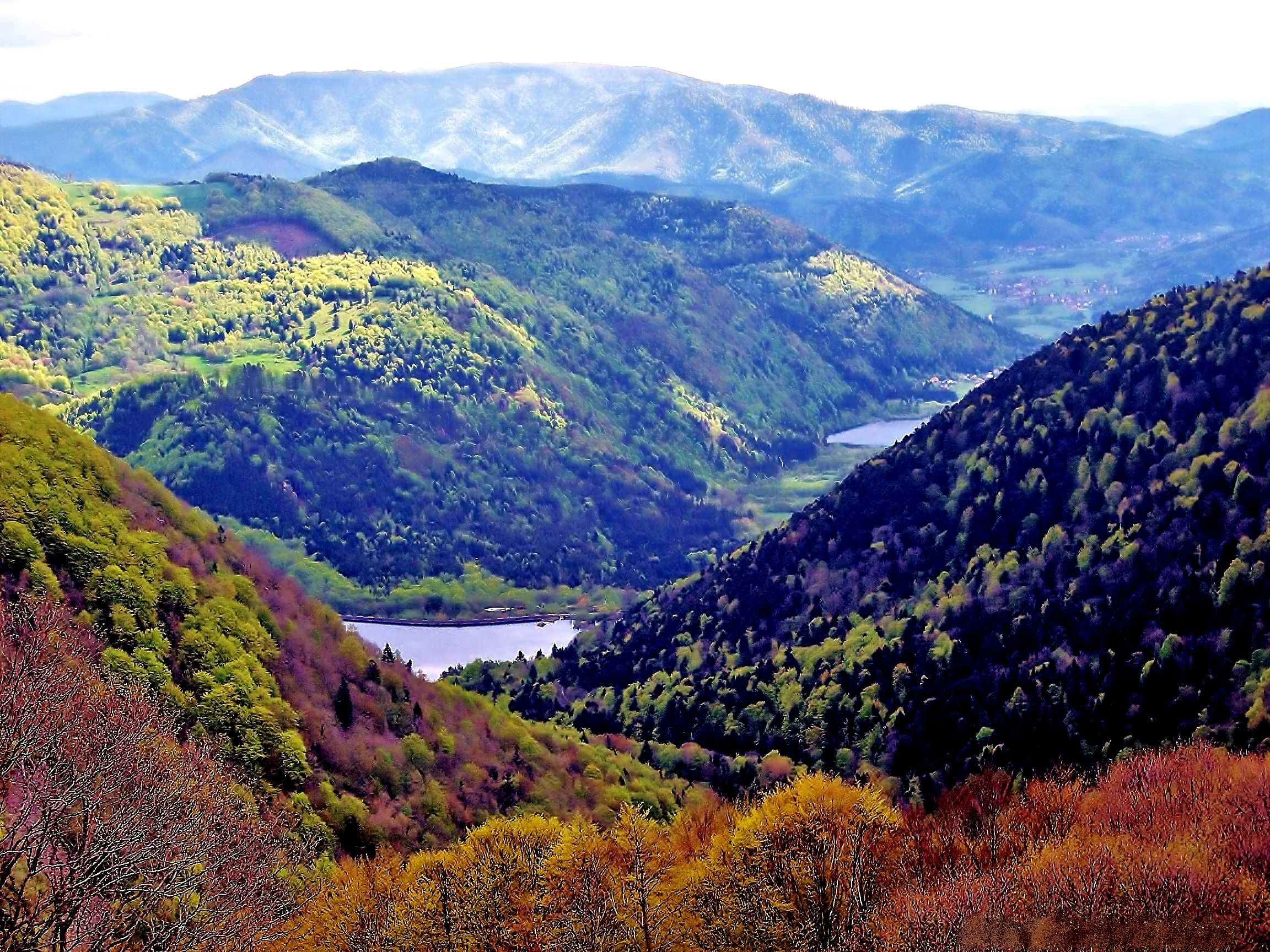
Lacs d'Alfeld et de Sewen vus du sommet du ballon d'Alsace.

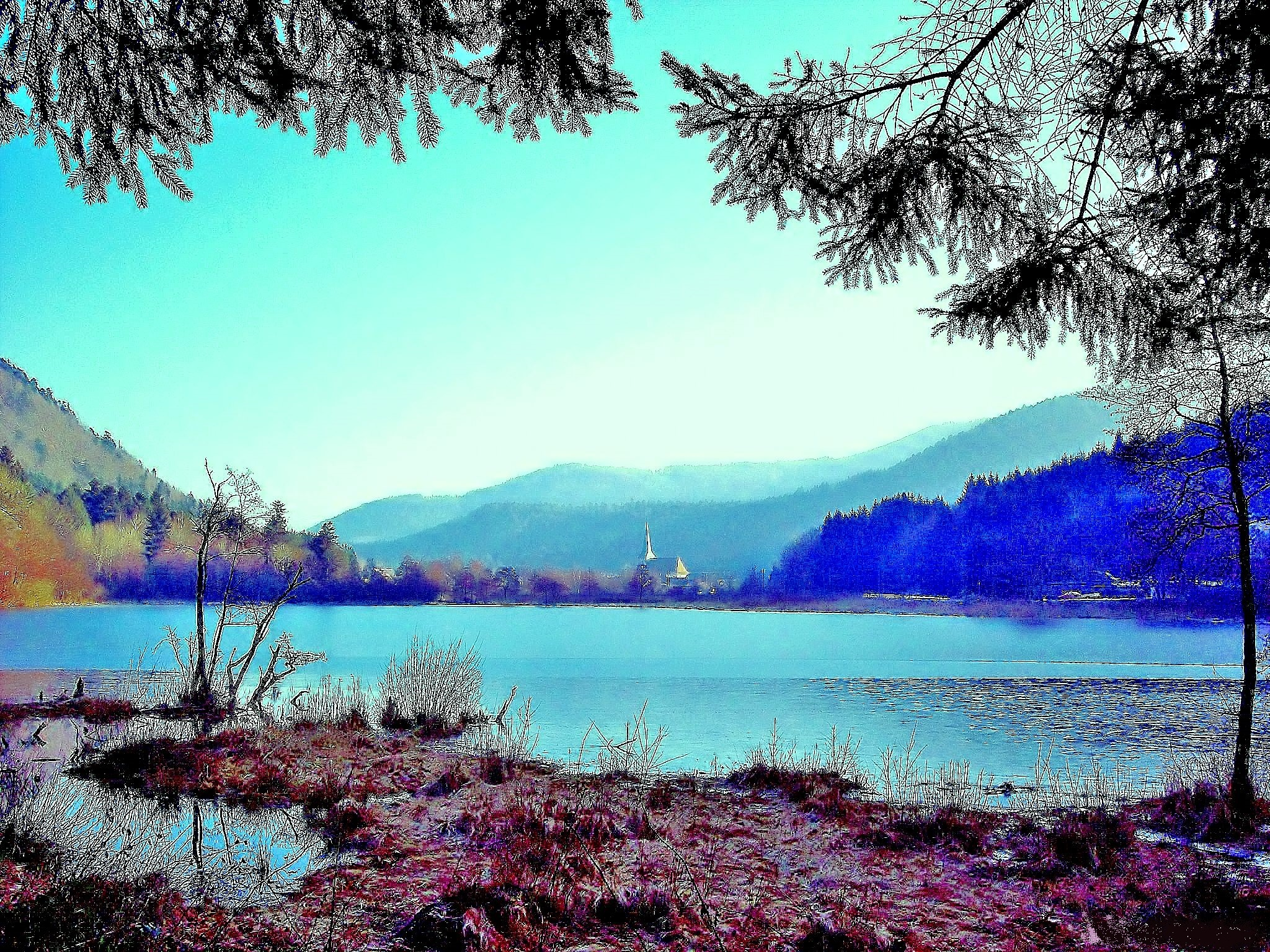
Derrière le lac le village de Sewen, l'hiver.

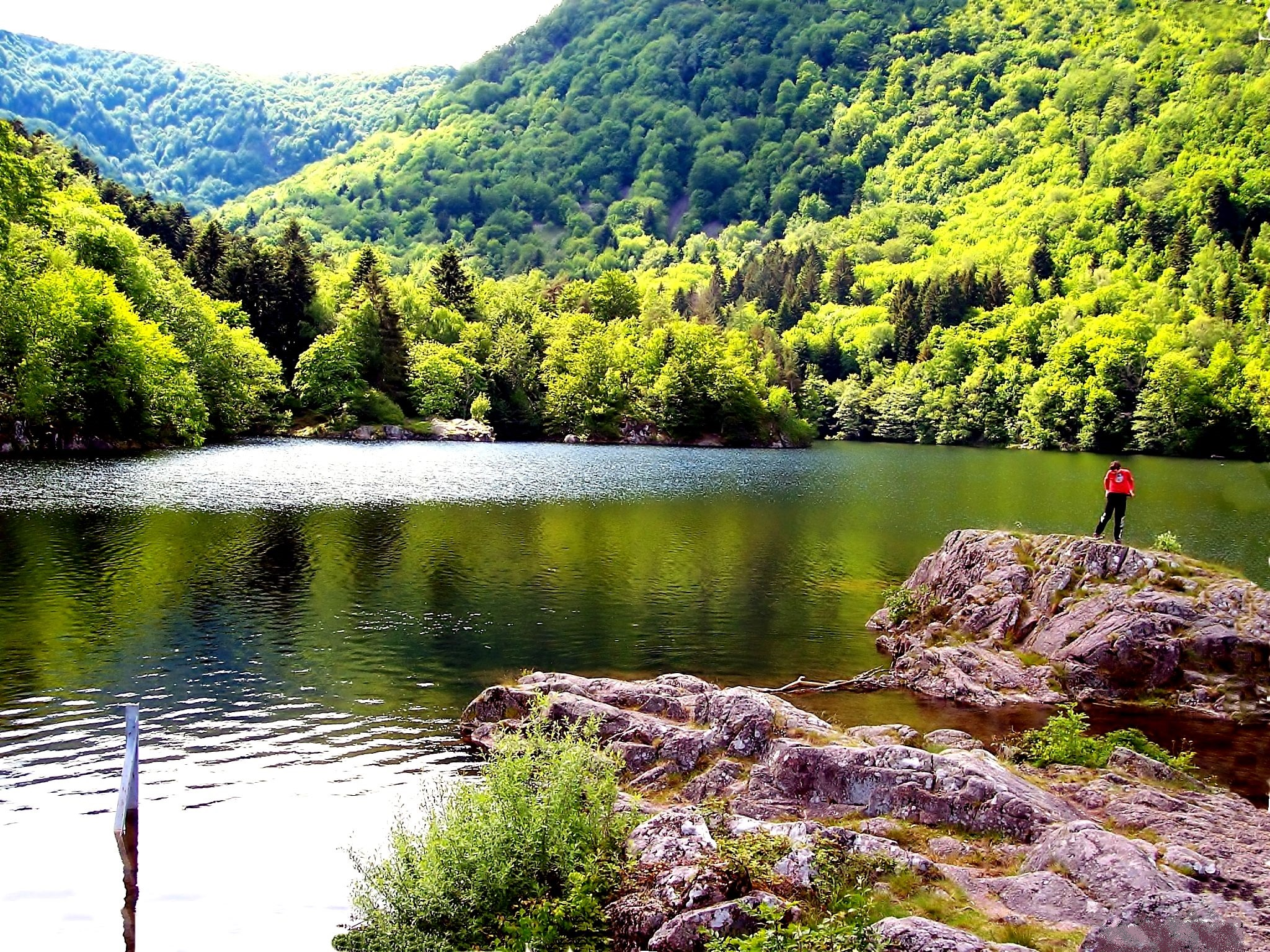
Lac d'Alfeld vu de la digue.

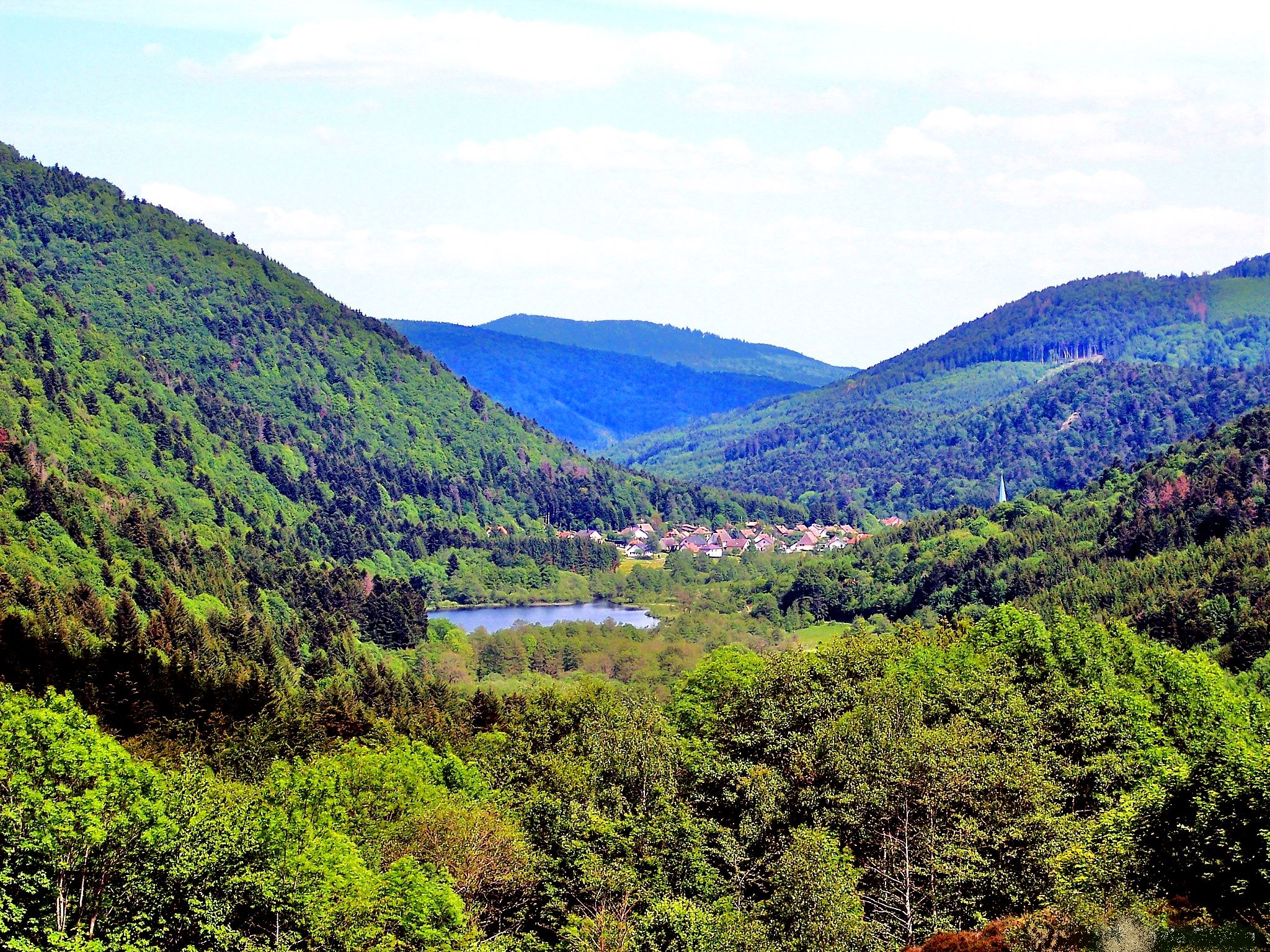
Lac et village de Sewen.

  - le Lac de Sewen classé grand site national depuis 1982, le seul lac glaciaire de vallon en Alsace[35], à la sortie du village en direction du ballon d'Alsace,
  - et plus loin le lac d'Alfeld, étendue d'eau créée à la fin du XIXe siècle par l'érection d'un barrage ;
- cascades du Seebach[36], seul site de pratique du canyonisme en région Grand Est ;
- secteur du Langenberg, zone du Ballon d'Alsace où se trouvent des pistes de ski;
- moulin[37] ;
- fontaine monumentale[38] ;
- un ossuaire du XIIe siècle[39] ;
- le cimetière de Sewen ;
- monuments commémoratifs[40],[41] ;
- église paroissiale Notre-Dame de Sewen[42] et son orgue de Valentin Rinckenbach, de 1842[43],[44] ;
- plaque funéraire de Jean-Henri d'Anthès, seigneur de Blotzheim, de Brinckheim et d'Oberbruck[45] ;
- Vierge en bronze polychrome, ex-voto de 1860, statue de Jeanne d'Arc symbolisant l'attachement des Français à l'Alsace[46].

L'église Notre-Dame de Sewen
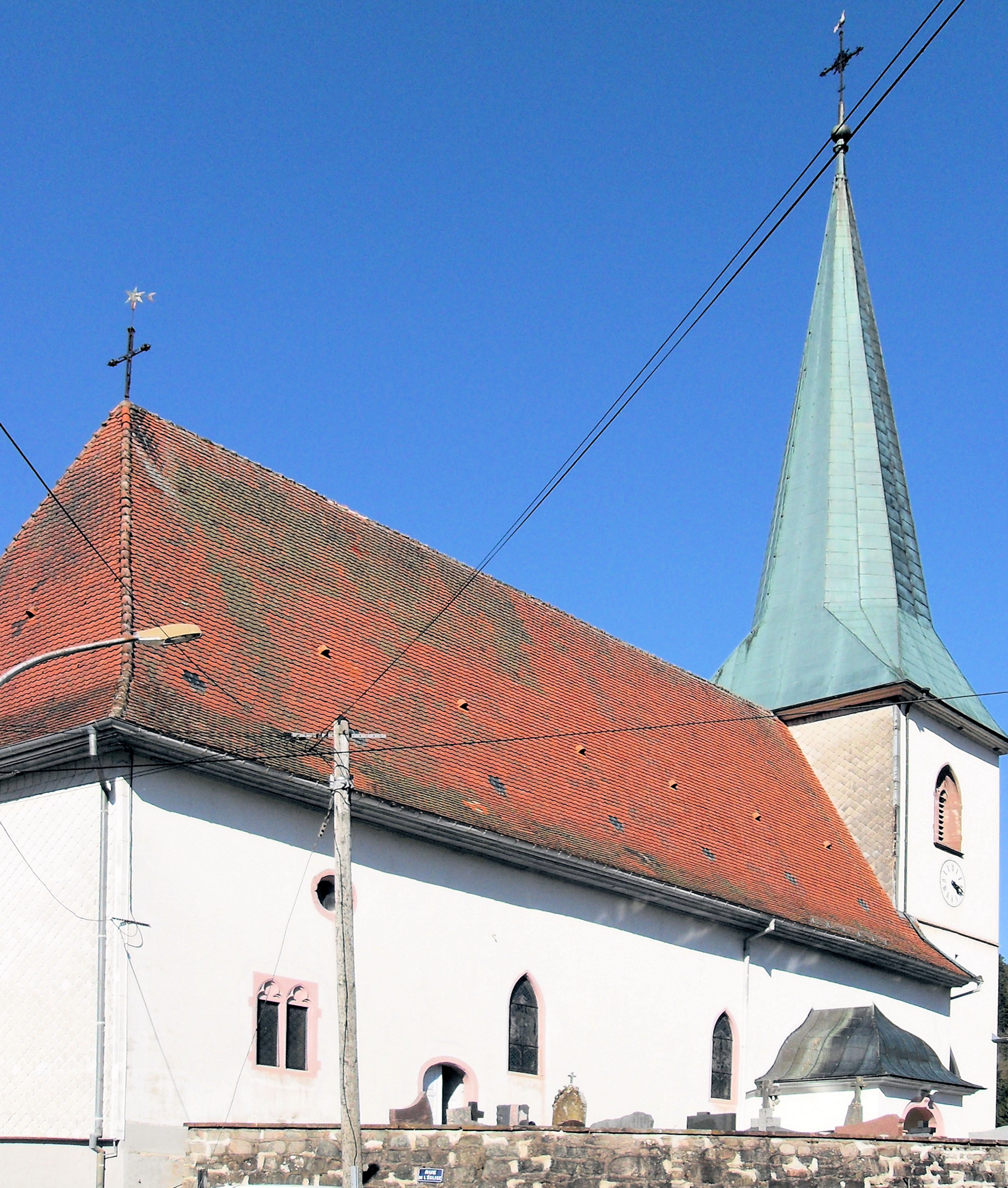
Côté sud-ouest.
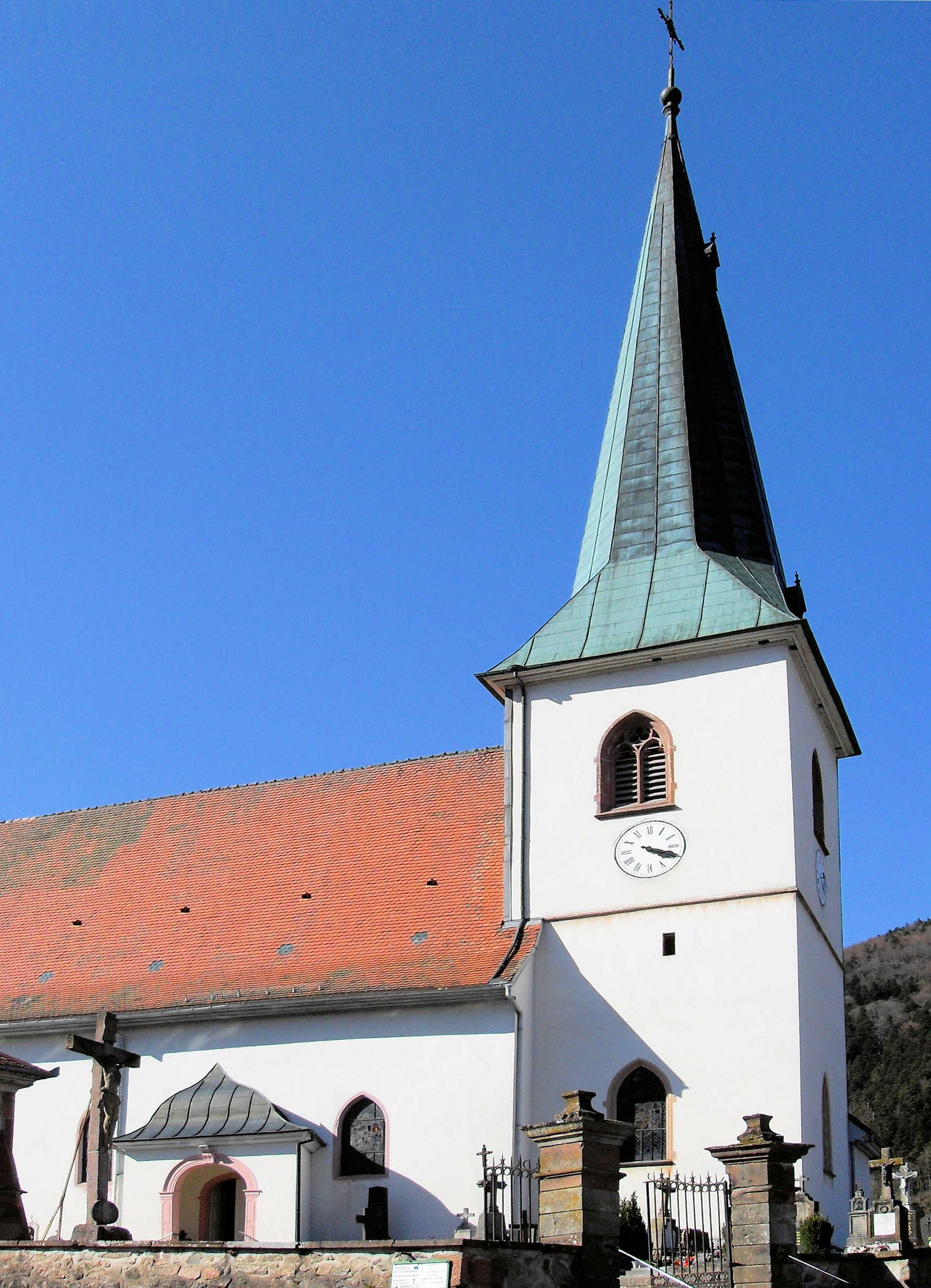
Côté sud-est.

### Légende du Lac de Sewen
Selon la légende, le Lac de Sewen serait hanté et n’aurait pas de fond. On raconte qu’autrefois, un dimanche d’été, un riche paysan, au lieu de célébrer le seigneur, partit sur son pré pour rentrer le foin. Le soir, un violent orage éclata, la foudre tomba et le sol s’ouvrit engloutissant le paysan, sa charrette et son attelage.

## Personnalités liées à la commune
- Jean-Henri d'Anthès, seigneur de Blotzheim, de Brinckheim et d'Oberbruc